# エドマンズ郡 (サウスダコタ州)
エドマンズ郡（英: Edmunds County）は、アメリカ合衆国サウスダコタ州の北部に位置する郡である。2010年国勢調査での人口は4,071人であり、2000年の4,367人から6.8％減少した。郡庁所在地はイプスウィッチ市（人口954人）であり、同郡で人口最大の町でもある。
エドマンズ郡はブラウン郡と共にアバディーン小都市圏を構成している。

## 地理
アメリカ合衆国国勢調査局に拠れば、郡域全面積は1,151平方マイル (2,981.1 km2)であり、このうち陸地は1,146平方マイル (2,968.1 km2)、水域は6平方マイル (15.5 km2)で水域率は0.48％である。

### 主要高規格道路
| - アメリカ国道12号線 - サウスダコタ州道45号線 - サウスダコタ州道47号線 - サウスダコタ州道247号線 | - サウスダコタ州道253号線 |

### 隣接する郡
- マクファーソン郡 - 北
- ブラウン郡 - 東
- スピンク郡 - 南東
- フォーク郡 - 南
- ポッター郡 - 南西
- ウォルワース郡 - 西

## 人口動態
以下は2000年の国勢調査による人口統計データである。
| 基礎データ - 人口: 4,367人 - 世帯数: 1,681 世帯 - 家族数: 1,210 家族 - 人口密度: 1人/km2（4人/mi2） - 住居数: 2,022軒 - 住居密度: 1軒/km2（2軒/mi2） 人種別人口構成 - 白人: 99.20% - アフリカン・アメリカン: 0.07% - ネイティブ・アメリカン: 0.25% - アジア人: 0.09% - 太平洋諸島系: 0.02% - その他の人種: 0.05% - 混血: 0.32% - ヒスパニック・ラテン系: 0.48% 先祖による構成 - ドイツ系：69.4％ - ノルウェー系：6.2％ 年齢別人口構成 - 18歳未満: 26.7% - 18-24歳: 5.1% - 25-44歳: 23.3% - 45-64歳: 22.7% - 65歳以上: 22.2% - 年齢の中央値:42歳 - 性比（女性100人あたり男性の人口） - 総人口: 97.2 - 18歳以上: 94.3 | 世帯と家族（対世帯数） - 18歳未満の子供がいる: 31.5% - 結婚・同居している夫婦: 64.9% - 未婚・離婚・死別女性が世帯主: 4.8% - 非家族世帯: 28.0% - 単身世帯: 25.6% - 65歳以上の老人1人暮らし: 15.0% - 平均構成人数 - 世帯: 2.52人 - 家族: 3.04人 収入と家計 - 収入の中央値 - 世帯: 32,205米ドル - 家族: 37,174米ドル - 性別 - 男性: 26,609米ドル - 女性: 18,080米ドル - 人口1人あたり収入: 16,149米ドル - 貧困線以下 - 対人口: 13.8% - 対家族数: 10.4% - 18歳未満: 16.8% - 65歳以上: 14.0% |

## 著名な事件
1999年、PGAツアー・ゴルファーのペイン・スチュワートの乗ったリアジェットが郡内に墜落し、スチュワートと他に5人が死亡した。
http://www.aeromedical.or.jp/pilot/pdf/2002-6.pdf

## 都市と町

### 都市
- ボウドル
- ホスマー
- イプスウィッチ - 郡庁所在地
- ロスコー

### その他の町
- ビーブ
- クレイブン
- グレトナ
- ロイアルトン
- マイナ
- パウェル

### 郡区
郡は下記32の郡区に分けられている。
| - アドリアン - ベル - ボウドル - ブライアント - クリアレイク - クリーブランド - クロイド - コートラント - コットンウッド - ファウンテン | - グレン - グローバー - ハーモニー - ヒルサイド - ホスマー - ハドソン - ハントレー - イプスウィッチ - ケント - リバティ | - マディソン - モデナ - モントピリア - ノースブライアント - オデッサ - ペンブルック - パウェル - リッチランド - ロゼット - サンガモン | - ユニオン - バーモント |